# Linia kolejowa 147 Kiskunfélegyháza – Orosháza
Linia kolejowa Kiskunfélegyháza – Orosháza – linia kolejowa na Węgrzech. Jest to linia jednotorowa, w całości niezelektryfikowana. Łączy Kiskunfélegyháza z Orosháza. 

## Historia
Linia została otwarta w 1888 roku.